# Menglon
 Menglon  là một xã thuộc tỉnh Drôme trong vùng Auvergne-Rhône-Alpes đông nam nước Pháp. Xã Menglon nằm ở khu vực có độ cao trung bình 580 mét trên mực nước biển.